# 威廉·M·埃瓦茨

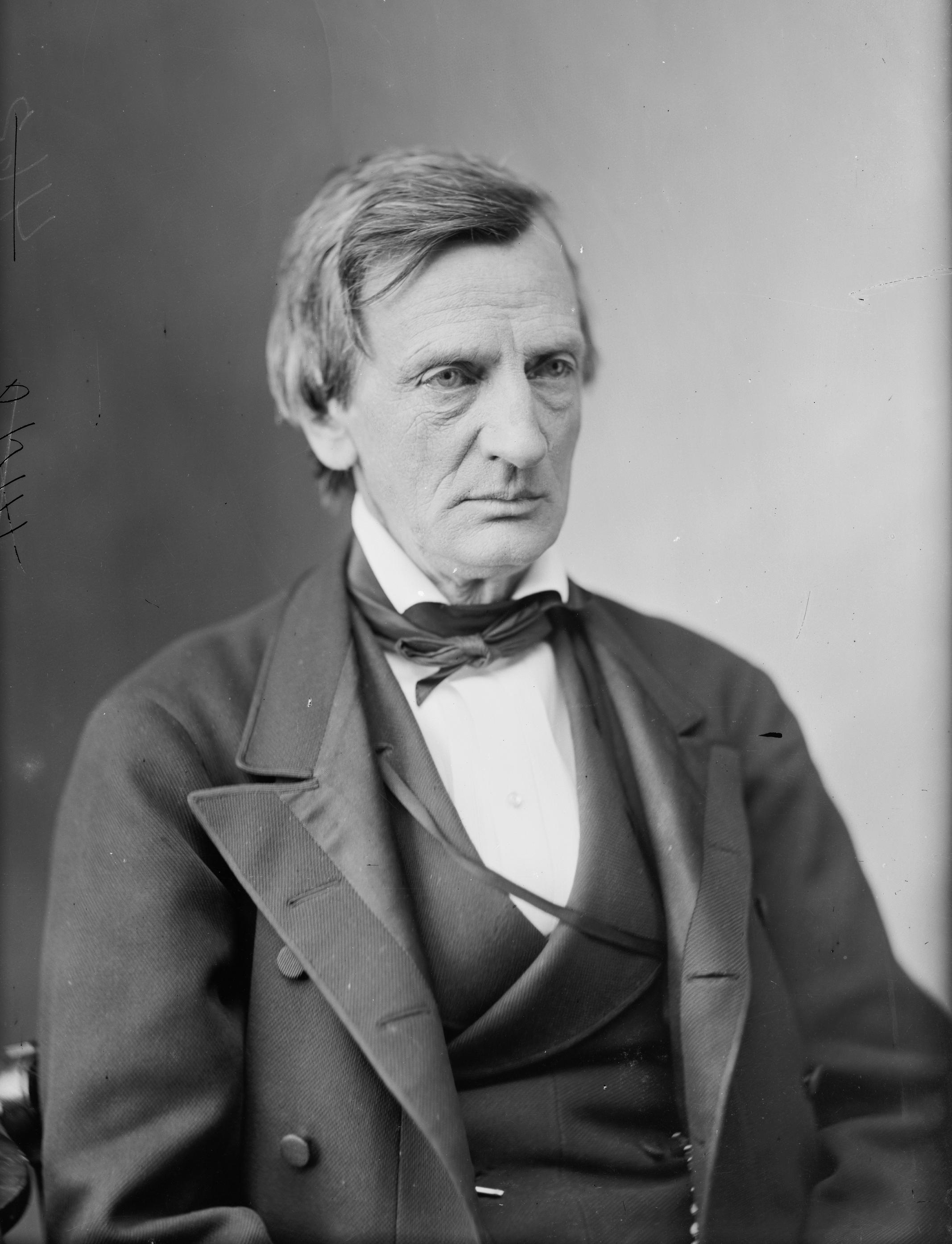
威廉·M·埃瓦茨

威廉·马克斯韦尔·埃瓦茨（英語：William Maxwell Evarts，1818年2月6日—1901年2月28日），美国律师、政治家，曾任美国国务卿和美国司法部长。1841年他成为律师，他处理的第一个案件是门罗·爱德华兹的伪造及欺诈案。1891年，他因为健康问题退休。1901年，他在纽约市去世。
| 前任： 亨利·斯坦伯里 | 美国司法部长 1868年-1869年 | 繼任： 埃比尼泽·R·霍尔 |
| 前任： 汉密尔顿·菲什 | 美国国务卿 1877年-1881年   | 繼任： 詹姆斯·G·布莱恩 |